# Cantón de Quettehou
El cantón de Quettehou era una división administrativa francesa, que estaba situada en el departamento de Mancha y la región de Baja Normandía.

## Composición
El cantón estaba formado por dieciséis comunas:
- Anneville-en-Saire
- Aumeville-Lestre
- Barfleur
- Crasville
- La Pernelle
- Le Vicel
- Montfarville
- Morsalines
- Octeville-l'Avenel
- Quettehou
- Réville
- Sainte-Geneviève
- Saint-Vaast-la-Hougue
- Teurthéville-Bocage
- Valcanville
- Videcosville

## Supresión del cantón de Quettehou
En aplicación del Decreto nº 2014-246 de 25 de febrero de 2014, el cantón de Quettehou fue suprimido el 22 de marzo de 2015 y sus 16 comunas pasaron a formar parte del nuevo cantón de Val-de-Saire.